# Vittorio d'Aquitania
Vittorio d'Aquitania, o Vittore (in latino: Victorius Aquitanus o Victorius Aquitanicus; Limoges, V secolo – ...), è stato un monaco cristiano romano; conosciuto come esperto di calcoli computistici, calcolò che la passione di Cristo ebbe luogo 73 anni dopo l'introduzione del calendario giuliano (cioè nel 28 d.C.), stabilendo questa data come inizio dell'era cristiana, e fornì tabellarmente le date della Pasqua e altre notizie per i successivi 532 anni, cioè fino al 559 d.C.

## Biografia
Nel V secolo la Chiesa di Roma (punto di riferimento dell'Occidente) e la Chiesa di Alessandria (cui faceva riferimento il mondo greco) calcolavano la data della Pasqua in due modi diversi. La Chiesa latina utilizzava un ciclo di 84 anni, pari a tre cicli solari di 28 anni, al termine del quale non solo i giorni della settimana ma anche i pleniluni cadevano nelle stesse date. Mentre il ciclo dei giorni era esatto, quello dei pleniluni era soltanto approssimativo e fonte di discordia con la chiesa di Alessandria d'Egitto, dotata di conoscenze astronomiche più accurate.
Nel 455 sorse una nuova disputa tra i due centri, che già nel 444 avevano celebrato la Pasqua in date diverse. Per riconciliare definitivamente le date discordanti calcolate ad Alessandria d'Egitto e a Roma, Vittorio fu chiamato nell'Urbe, su invito dell'arcidiacono Ilario, collaboratore di papa Leone Magno. La sua risposta fu pubblicata due anni dopo nel Cursus Paschalis annorum DXXXII.

### IlCursus Paschalis
Vittorio utilizzò per primo in Occidente il ciclo metonico di 19 anni e identificò il ciclo di 532 anni secondo il quale le date della Pasqua si ripetono nel calendario giuliano. La durata di tale ciclo nasce dal prodotto delle durate del ciclo metonico e del ciclo solare (19x28=532).
Il Cursus Paschalis fu adottato dal papa Ilario (lo stesso che lo aveva chiamato a Roma, successore di Leone Magno) nel 463, ma venne progressivamente abbandonato dopo che Dionigi il Piccolo lo modificò adottando come evento iniziale del calendario la data di nascita di Gesù. Di fatto esso continuò ad essere utilizzato in Francia e in Inghilterra fino all'VIII secolo.
Computista scrupoloso, Vittorio è ricordato anche per la predisposizione di una tabella moltiplicativa con 98 colonne in numeri romani, anche frazionari.